# 内田智雄
内田 智雄（うちだ ともお、1905年10月21日 - 1989年10月3日）は、日本の中国思想史学者。

## 経歴
1905年、愛知県岡崎市生まれ。同志社大学文学部を卒業。卒業後は同志社大学講師となった。1957年に学位論文『中国農村の分家制度』を同志社大学に提出して法学博士号を取得。その後、助教授、教授に昇進。1976年に同志社大学を定年退任し、名誉教授となった。

## 研究内容・業績
専門は中国の制度史・法制史。

## 著作

### 著書
- 『中国農村の家族と信仰』弘文堂書房 1948
- 『中国農村の分家制度』岩波書店 1956
- 『先学のあしあと』廣池学園事業部 1980
- 『論語私感』創文社 1981。電子書籍・講談社「創文社オンデマンド叢書」2022。

### 編・校訂
- 『ローマ字標音支那固有名詞辞典』編 生活社 1942
- 『廣池博士記念論集 生誕百年』編 廣池学園出版部 1967
- 玄宗撰 李林甫等奉勅注『大唐六典』廣池千九郎訓点 内田補訂 廣池学園出版部 1973
- 小島祐馬『政論雑筆』編 みすず書房 1974
- 廣池千九郎『東洋法制史研究』校訂 創文社 1983。創文社オンデマンド叢書 2023
- 『米沢善本[4]の研究と解題』編 臨川書店 1988

### 翻訳
- マーセル・グラネー『支那古代の祭礼と歌謡』弘文堂書房 1938／復刻・大空社「アジア学叢書」2000
  - 『中国古代の祭礼と歌謡』平凡社東洋文庫 1989、ワイド版2008。創文社オンデマンド叢書 2023
- 『譯注 中國歴代刑法志』編 創文社 1964、改訂2005。補注冨谷至。
- 徂徠物茂卿『定本明律国字解 律例対照』日原利国共校訂 創文社 1966
- 『譯注 続 中國歴代刑法志』編 創文社 1970、改訂2005。補注梅原郁。創文社オンデマンド叢書 2023

### 論文
- Cinii